# Walter Quiroz
Walter Quiroz (n. Walter Ramón Quiroz el 13 de noviembre de 1972, San Isidro, Buenos Aires, Argentina), es un actor de teatro, cine y televisión.
Pertenece a la nueva generación de actores argentinos de la década de 1990. 

## Trayectoria
A los doce años, mientras cursaba sus estudios, comenzó a trabajar como alfarero en una fábrica de cerámica. Ese mismo año comenzó a estudiar teatro. Carlos Gandolfo, Agustín Alezzo y Guillermo Angelelli fueron algunos de sus maestros.

### Televisión
Se inició participando en programas televisivos donde compartió protagonismo con muchos de los actores más sobresalientes de su generación, en Clave de Sol junto a Pablo Rago, Leonardo Sbaraglia, Cecilia Dopazo, Carolina Fal, Guido Kaczka, Viviana Saccone.
En 1989 participó en Socorro, quinto año, con Laura Novoa, Fabián Vena, Adriana Salonia y Virginia Innocenti, entre otros; Tan Lejos, Tan Cerca, La Hermana Mayor.
En 1998 formó parte del elenco de Verano del 98 junto a Gloria Carrá, Florencia Peña, Marcela Kloosterboer, Diego Ramos, Dolores Fonzi, Florencia Bertotti, Carla Peterson, Sabrina Carballo, Tomás Fonzi, Nicolás Mateo, Santiago Pedrero, Mariano Torre.
De 2004 a 2006 actuó en Sin código antagonizando a los personajes de Adrián Suar, Nancy Dupláa y Nicolás Cabré.
En 2006 interpretó a Pablo en El tiempo no para con Dolores Fonzi, Luciano Castro, Julieta Ortega, Valentina Bassi, Antonio Birabent, Julieta Cardinali, Belén Blanco y Rafael Ferro; Son o se hacen? (serie de culto argentina) compartiendo cartel con Julieta Ortega, Carolina Fal y Rodrigo de la Serna.
En 2008 interpretó a un periodista llamado Diego Planes en Los exitosos Pells acompañando a Carla Peterson y Mike Amigorena, era el novio de Sol Casenave (Carla Peterson).

### Cine
Sus intervenciones en cine le han reportado prestigio internacional. A los 18 años fue el protagonista de la película El viaje de Pino Solanas en 1990. Luego intervino en: Corazón iluminado de Héctor Babenco, junto a Miguel Ángel Solá, El impostor de Alejandro Maci ( en 1997, sobre guion póstumo de María Luisa Bemberg), coprotagonizando junto a Antonio Birabent y Belén Blanco, Perfume de Gardênia (rodada en Brasil), Animalada de Sergio Bizzio y Mentiras piadosas de Diego Sabanés (2009, basada en el cuento de Julio Cortázar La salud de los enfermos), junto a Marilú Marini y Claudio Tolcachir.
De ahí su gusto por el cine. Se lo suele ver en las salas de cine condicionado de la calle Lavalle Multicine y  ABC

### Teatro
En  2005 protagonizó La muerte de Danton de Georg Büchner dirigido por Roberto Villanueva.
En 2008 participó de la obra teatral En la cama como "Boris" junto a Gerardo Romano, Viviana Saccone y Mónica Ayos.
En 2010 actuó en la obra El anatomista del director José María Muscari.
En 2011 se estrenó la obra Espectros, de Henrik Ibsen con Ingrid Pelicori, Marcelo Bucossi, Horacio Acosta, Iride Mockert, cantante en vivo de Joaquín Rodríguez Soffredini (contratenor), bajo la producción de Pablo Silva y dirección general de Mariano Dossena.
En 2013 estrenó la obra El otro Judas del escritor Abelardo Castillo.
En 2016 participó en el elenco de la obra Como el culo.

## Televisión
| Año       | Título                        | Personaje          | Canal    |
| --------- | ----------------------------- | ------------------ | -------- |
| 1989      | Clave de Sol                  |                    | Canal 13 |
| 1990      | Socorro, quinto año           | Walter             | Canal 9  |
| 1992      | Fiesta y bronca de ser joven  |                    | Canal 9  |
| 1993      | Casi todo, casi nada          |                    | Canal 13 |
| 1995      | La hermana mayor              | Nahuel             | Canal 9  |
| 1998      | Son o se hacen                | Teo                | Canal 9  |
| 2000      | Verano del 98                 | Pablo Valentini    | Telefe   |
| 2001      | PH, propiedad horizontal      | Agustín            | Canal 9  |
| 2002      | Franco Buenaventura, el profe | Martín Ledesma     | Telefe   |
| 2003      | Son amores                    | César              | El trece |
| 2004      | Los pensionados               | Mariano            | El trece |
| 2004      | Sin código                    | Santiago Nielsen   | El trece |
| 2005      | Criminal                      | Fernando Di Pietro | Canal 9  |
| 2006      | El tiempo no para             | Pablo Giglione     | Canal 9  |
| 2006      | Donne assassine               |                    |          |
| 2008-2009 | Los exitosos Pells            | Diego Planes       | Telefe   |

## Cine
| Año  | Película                     | Personaje    |
| ---- | ---------------------------- | ------------ |
| 1992 | El viaje                     | Martín       |
| 1992 | Perfume de Gardênia (Brasil) | Quim         |
| 1996 | Corazón iluminado            | Juan (Joven) |
| 1997 | El impostor                  |              |
| 2001 | Animalada                    | Gastón       |
| 2008 | Mentiras piadosas            | Pablo        |

## Teatro
| Año       | Obra                 | Director            |
| --------- | -------------------- | ------------------- |
| 2005      | La muerte de Danton  | Roberto Villanueva  |
| 2008      | En la cama           | José María Muscari  |
| 2010-2011 | En anatomista        | José María Muscari  |
| 2011-2012 | Espectros            | Mariano Dossena     |
| 2012-2013 | El otro Judas        | Mariano Dossena     |
| 2013      | Y un día Nico se fue | Ricky Pashkus       |
| 2014      | Sacco y Vanzetti     | Mariano Dossena     |
| 2016      | Como el culo         | Manuel González Gil |